# Japan Record Awards 2015
La 57ª edizione dei Japan Record Awards (第57回日本レコード大賞?, Dai 57-kai Nihon rekōdo taishō) si è svolta al New National Theatre di Tokyo il 30 dicembre 2015 ed è stata presentata da Shin'ichirō Azumi e dall'attrice Yukie Nakama. È stata trasmessa dall'emittente televisiva giapponese TBS, dalle ore 18:30 alle 22:00.
Gli artisti premiati in quest'edizione sono stati i Sandaime J Soul Brothers, al secondo trionfo consecutivo, con il brano Unfair World. È l'ottava volta che un gruppo o un artista vince il premio in più di un'occasione. 
Nelle altre categorie, il premio al migliore artista emergente è andato alle Kobushi Factory, mentre i Southern All Stars si sono aggiudicati quello per il miglior album. Tsunku è stato invece premiato come miglior compositore.

## Artisti premiati
Japan Record Award
- Sandaime J Soul Brothers – Unfair World

Best Song Award
- AAA – Aishiteru no ni, aisenai
- AKB48 – Bokutachi wa tatakawanai
- Gesu no Kiwami Otome – Watashi igai watashi janai no
- Hiroshi Miyama – Oiwakiyama
- Kana Nishino – Torisetsu
- Kaori Mizumori – Yamatoji no koi Kaori
- Kiyoshi Hikawa – Itoshi no te quiero
- Kyary Pamyu Pamyu – Mondai Girl
- Mariya Nishiuchi – Arigatō forever
- Sandaime J Soul Brothers – Unfair World

Best Vocal Performance Award
- Seiko Matsuda

Best New Artist Award
- Kobushi Factory

New Artist Award
- lol
- Kobushi Factory
- Natsumi Hanaoka
- Rei Yasuda

Special Award
- Kamamushi – Attakaindakara
- Masaharu Fukuyama

Special Popular Music Award
- Hiroshi Itsuki

Best Album Award
- Southern All Stars – Budō

Excellence Album Award
- Sekai no Owari – Tree
- Taeko Ōnuki e Ryōta Komatsu – Tint
- Tube – Your Tube + My Tube
- Kenshi Yonezu – Breman

Best Composer Award
- Tsunku – Umarete kite kurete arigatō (Kumiko)

Best Songwriter Award
- Makoto Kitajō – Spotlight (Keisuke Yamauchi), Yokohama no odoriko (Daisuke Kitagawa)

Best Arranger Award
- Seiji Kameda – Anata (Ikimono Gakari), Hitomi (Sakurako Ōhara)

Planning Award
- Hideaki Tokunaga – Vocalist 1-6
- Acoon Hibino – Kokoro to karada o totonoeru: Ai no shūhasū 528 Hz, Jiritsu shinkei o totonoeru oto no shohōsen: Ai no shūhasū 528 Hz
- Toshihiko Takamizawa, Takeshi Tsuruno, Daigo, Mamoru Miyano, The Alfee, Voyager – Takamizawa Toshihiko produce Ultra Hero Retsuden
- Takako Tokiwa, Yaeko Mizutani, Yōko Minamino, Yoshie Taira, Ruriko Asaoka, Kaori Momoi, Pinko Izumi, Yoshiko Sakuma, Reiko Takashima, Mitsuko Kusabue, Shinobu Ōtake, Tetsuko Kuroyanagi – Nakanishi Rei to 12-ri no joyūtachi
- Chitose Hajime – Heiwa gan'nen
- Matsumoto Takashi sakushi katsudō shijūgo-shūnen tribute - Kaze machi de ahimashō
- Wagakki Band – Yasō emaki
- Juju – Request, Request II
- Saya Asakura – River Boat Song - Future Trax

Japan Composer's Association Award
- Sayuri Ishikawa
- Keisuke Yamauchi

Achievement Award
- Akira Fuse
- Hiroyuki Itsuki
- Shunsuke Kikuchi
- Asei Kobayashi
- Ken'ichi Mikawa

Special Achievement Award
- Tetsuya Chiaki
- Isao Etō
- Kunihiko Kase
- Daisuke Mishima
- Yasunori Sugawara
- Michiyasu Tadano